# Evgenia Radanova
Evgenia Radanova (en búlgaro: Евгения Раданова; Sofía, 4 de noviembre de 1977) es una deportista y política búlgara que compitió en patinaje de velocidad sobre hielo, en la modalidad de pista corta. Se desempeñó como Ministra de Juventud y Deportes de Bulgaria entre agosto y noviembre de 2014.

## Biografía
Nacida en Sofía, capital de la República Popular de Bulgaria, en noviembre de 1977, se graduó de Entrenamiento Deportivo de la Academia Nacional de Deportes Vasil Levski.
Participó en cinco versiones de los Juegos Olímpicos de Invierno: Lillehammer 1994, Nagano 1998, Salt Lake City 2002, Turín 2006 y Vancouver 2010; así mismo, participó en los Juegos Olímpicos de Verano de Atenas 2004, siendo la primera deportista búlgara en participar en ambas versiones.
Después de participar en los Juegos Olímpicos de 1994 y 1998, estableció el récord mundial en la distancia de pista corta de 500 m con 43,671 s, en Calgary, Canadá, el 19 de octubre de 2001. Al año siguiente, en los Juegos Olímpicos de Salta Lake City 2002, ganó una medalla de plata en la misma distancia 500 m y una de bronce en 1500 m.
Por sugerencia de su entrenador, compitió por la clasificación en ciclismo en pista para los Juegos Olímpicos de Atenas 2004; si bien clasificó, no obtuvo resultados importantes. En los Juegos Olímpicos de Turín 2006 volvió a ganar una medalla de plata en la modalidad de media distancia 500 m. Su última participación fue en los Juegos Olímpicos de Vancouver 2010 en los 500 m femeninos, donde terminó séptima.
Aunque la mayor parte de su carrera la pasó en su natal Bulgaria, en el Slavia Sofia Sports Club y la Academia Nacional de Deportes, al final se retiró a Italia. Radanova ha resultado gravemente herida al menos dos veces, pero superó las lesiones para volver a competir.
En agosto de 2014, fue nombrada Ministra de Juventud y Deportes de Bulgaria en el Gabinete del Primer Ministro en funciones Georgi Bliznashki.